# Oklahoma City Thunder
Oklahoma City Thunder je profesionalni košarkaški klub iz američke NBA lige. Igraju u Sjeverozapadnoj diviziji Zapadne konferencije. Dolaze iz Oklahoma Cityja i najmlađa su momčad u NBA ligi, osnovana 2008. godine. Domaće utakmice igraju u dvorani Ford Centre.
Oklahoma City Thunder je naslijedio Seattle SuperSonicse koji su zbog financijske krize i svađe s gradom Seattleom morali napustiti taj grad i preseliti u novi. Clay Bennett, predsjednik SuperSonicsa morao je odmah nakon nagodbe promijeniti grad, dvoranu, logo i ime kluba, ali je uspio zadržati klupsku povijest koja se prenijela na Oklahoma City Thunder. Dogovoreno je da će Oklahoma City i budući klub u Seattlu zajedno dijeliti nagrade i priznanja koja su postignuta prije 2008. godine.

## Povijest

### Seattle SuperSonics (1967. – 2008.)
Seattle SuperSonicsi osnovani su 1967. godine u Seattleu. Pojavili su se u dva finala zaredom. Sedamdesetih godina za klub su igrali igrači poput Spencera Haywooda, Freda Browna, Jacka Sikmaa i, najkorisnijeg igrača 1978. godine, Dennisa Johnsona. Trenirao ih je Lenny Wilkens, višestruki rekorder u NBA. 
Prošli su uspješno na NBA Draftu kada su 1989. doveli Shawna Kempa i Garyja Paytona koji su s Nateom McMillanom dignuli formu i došli do nekoliko titula divizijskih prvaka, ali u finalima nisu uspjeli napraviti ništa osobito.
Sezone 1995./96. uspjeli su skupiti zapanjujuću brojku od 64 pobijede i 18 izgubljenih susreta što ih je dovelo do trećeg finala u povijesti kluba. Te su godine Chicago Bullsi briljirali s Michaelom Jordanom na čelu (rekordnih 72-10 u regularnoj sezoni) te su Sonicsi izgubili u šest utakmica finala (2-4). 
Od tada Sonicsi ne uspijevaju ući u NBA playoff. Ni sljedeće desetljeće nije bilo bolje pa su 2007. godine na draftu izabrali Kevina Duranta i Jeffa Greena. Unatoč njihovom talentu, klub je zapao u najveću krizu u svojoj povijesti s omjerom 20–62.
U 41-godišnjoj povjesti koju je klub proveo u Seattleu, upisali su 1.745 pobjeda i 1.585 poraza upisavši isti broj pobjeda i poraza u doigravanjima, 109.

### Oklahoma City Thunder
Svoju debitantsku utakmicu pod novim imenom Thundersi su odigrali 14. kolovoza 2008. na domaćem terenu protiv Los Angeles Clippersa, a prvu utakmicu u NBA uopće izgubili su protiv Milwaukee Bucksa 98-87.
26. studenog otpušten je trener P.J. Carlesimo zbog lošig igara Thundersa i nevjerojatnog omjera od 1-12. Novim je trenerom imenovan Scott Brooks.

## Dvorane
- Seattle Center Coliseum (1967. – 1978)
- The Kingdome (1978. – 1985.)
- Seattle Center Coliseum (1985. – 1994.)
- Tacoma Dome (1994. – 1995.) (za vrijeme preuređivanja KeyArene)
- KeyArena (preuređena i preimenovana u Seattle Center Coliseum) (1995. – 2008.)
- Chesapeake energy arena (2008.–)

## Vanjske poveznice
- Službene stranice Thundersa
- Reportaža na NBA
- ESPN
- about.com  Arhivirana inačica izvorne stranice od 5. prosinca 2008. (Wayback Machine)